# Граціадіо Асколі
Граціа́діо-Іза́я Аско́лі (Ascoli; 16 липня 1829 — 21 січня 1907) — італійський мовознавець, фахівець у галузі порівняльної фонетики індоєвропейських мов.
Був президентом Міланської академії.
Автор теорії субстрату («підоснови»), яка пояснює зміни в мові, що відбуваються внаслідок змішування, коли населення певної території засвоює чужу мову, пристосовуючи її до своїх мовних норм.
Найголовніша праця: «Порівняльна фонологія санскритської, грецької і латинської» (1870).

## Основні праці
- La pasitelegrafia, Trieste, Tipografia del Lloyd Austraco, 1851
- «Del nesso ario-semitico. Lettera al professore Adalberto Kuhn di Berlino», Il Politecnico, том 21 (1864), с. 190—216
- «Del nesso ario-semitico. Lettera seconda al professore Francesco Bopp», Il Politecnico, vol. 22 (1864), с. 121—151
- «Studi ario-semitici», Memorie del Reale Istituto Lombardo, ст. II, том 10 (1867), с. 1-36